# 堀内康司
堀内 康司（ほりうち こうじ、1932年 - 2011年）は、日本の画家、競馬記者。
20代のうちに絵筆を折り、画家としての活動期間は短かかったが、池田満寿夫を世に出した人物として知られる。

## 経歴
東京府に生まれるが、職業軍人であった父に伴われ、幼少期を当時の満州や金沢市で過ごす。第二次世界大戦中に父がサイパン島で戦死し、戦後に母も病死したため、父親の出身地であった長野県松本市で育つ。松本で宮坂勝に絵画の手ほどきを受け、十代で草間彌生らとのグループ展に参加し、1952年、1953年に国画会新人賞を得て、1955年に拠点を東京に移した。
東京では福島繁太郎の支援を受けながら画家としての活動を始め、後に、無名であった池田満寿夫を見いだして、靉嘔、真鍋博とともに「実在者」を結成した。
26歳ころ以降は、雑誌の挿画を描くことはあったが、本格的な制作は止め、結婚後は競馬雑誌の記者として働きながら、美術愛好家として若手の発掘に関わり続けた。
1961年には、池田満寿夫の初の個展を企画して不忍画廊でこれを開催するなど、池田を世に出すことに努め、また、当時の池田の姿を捉えた写真を多数残した。
2011年の死去後、作品をまとめた画集『堀内康司の遺したもの』が芝野敬通の責任編集により求龍堂から出版されたのを契機に再評価が進み、各地の美術館で作品展が開かれるようになった。